# Saint-Christophe-la-Couperie
Saint-Christophe-la-Couperie è un comune francese soppresso del dipartimento del Maine e Loira nella regione dei Paesi della Loira. Dal 15 dicembre 2015 si è fuso con i comuni di Champtoceaux, Bouzillé, Drain, Landemont, Liré, Saint-Laurent-des-Autels, Saint-Sauveur-de-Landemont e La Varenne per formare il nuovo comune di Orée d'Anjou.

## Società

### Evoluzione demografica
Abitanti censiti